# The Bird and the Rifle
The Bird and the Rifle — девятый студийный альбом американской певицы и автора-исполнителя Лори Маккенны, изданный 29 сентября 2016 года на студии CN Records. В него вошла песня «Humble and Kind», написанная Маккенной и впервые записанная кантри-певцом Тимом МакГро для его альбома 2015 года Damn Country Music. Несмотря на ограниченный коммерческий успех альбома (он так и не вошел в чарт Billboard 200), он получил признание критиков и был номинирован на 59-ю ежегодную премию «Грэмми» в категории Лучший американа-альбом.

## История
В интервью The Guardian Маккенна сказала, что «на прошлом альбоме (Numbered Doors) было больше историй и персонажей, я чувствовала, что этот альбом может быть одним персонажем в разных местах их жизни и отношений». Несмотря на то, что альбом посвящен разрыву отношений, сама Маккенна не переживала этого, но говорит, что «всем, в той или иной степени, знакомо это чувство».
Название пластинки было взято из песни Haley's 21st Birthday, эпизода шестого сезона сериала Американская семейка, где два героя в течение короткого времени обсуждали возможность сделать одинаковые татуировки в виде птицы и винтовки. По этому поводу Маккенна отметила, что «никогда не знаешь, откуда придут идеи для песен», упомянув, что в момент возникновения идеи она гладила утюгом, включив телевизор на заднем плане.
Альбом был записан вживую, что является фирменным методом продюсера Дэйва Кобба, которого познакомил с Маккенной совладелец её продюсерской компании, желавший побудить Маккенну записать новый альбом, несмотря на то, что она не ожидала «увеличения числа своих релизов в ближайшее время». Решение о включении в альбом песни «Humble and Kind» было принято Маккенной и Коббом.
Песня «Humble and Kind» была записана в своей версии кантри-певцом ведена Тимом Макгроу для его альбома 2015 года Damn Country Music. Версия Макгроу получила премию American Music Award в номинации «Любимая песня в стиле кантри», а также премию CMT Music Awards (2016) в номинации «Видео года». В 2017 году она также получила Премию Грэмми в категории Best Country Song.

## Отзывы
| Совокупная оценка  | Совокупная оценка |
| Источник           | Оценка            |
| ------------------ | ----------------- |
| Metacritic         | 82/100            |
| Оценки критиков    |                   |
| Источник           | Оценка            |
| AllMusic           | [ 9 ]             |
| The New York Times | Positive          |
| Pitchfork          | 7.6/10            |
| Rolling Stone      | [ 12 ]            |

Альбом The Bird and the Rifle получил весьма положительные отзывы музыкальных критиков. На сайте Metacritic, который присваивает нормализованный рейтинг из 100 баллов рецензиям основных критиков, альбом получил средний балл 82 из 100, что означает «всеобщее одобрение» на основе 4 рецензий.
Тимоти Монгер из AllMusic оценил альбом в четыре звезды из пяти и счел его «еще одной чрезвычайно сильной работой Лори Маккенны, чей растущий каталог уже известен своим качеством». Энн Пауэрс из NPR Music назвала The Bird and The Rifle «одним из лучших релизов 2016 года», в том числе благодаря «Humble and Kind», которому удается быть «одновременно широко резонансным и конкретным». Пауэрс также высоко оценила голос Маккенны, который она описывает как «мощный, но не грандиозный, как будто она говорит вам что-то важное, но не хочет поднимать шум». Стивен Деуснер из Pitchfork отметил трек «We Were Cool», сравнив Маккенну с Брюсом Спрингстином, заявив, что «Маккенна знает, что сила колючего текста или богатого характера зависит от смелой мелодии и терпеливого вокала, и более всего её вокал передает эти песни и делает эти истории легко узнаваемыми». Джон Парелес из The New York Times также высоко оценил голос Маккенны как «упругое, живое сопрано, которое может принимать трепет или хрипоту, близкую к кантри предыдущих поколений», и отметил, что сильной стороной её песен являются «обыденные, но освещающие детали».

### Итоговые списки
| Публикация            | Работа                 | Ранг | Список                                    | Ссылка |
| --------------------- | ---------------------- | ---- | ----------------------------------------- | ------ |
| American Songwriter   | Humble and Kind        | 1    | Top 50 Songs of 2016                      | [ 14 ] |
| The Boot              | Humble and Kind        | 1    | Top 10 Country Music Songs of 2016        | [ 15 ] |
| Entertainment Weekly  | The Bird and The Rifle | 10   | Best Country Albums of 2016               | [ 16 ] |
| Nashville Scene       | The Bird and The Rifle | 6    | 2017 Country Critics Poll — Top 30 Albums | [ 17 ] |
| Nashville Scene       | Wreck You              | 17   | 2017 Country Critics Poll — Top 25 Songs  | [ 17 ] |
| No Depression         | The Bird and The Rifle | 50   | 50 Best Albums of 2016                    | [ 18 ] |
| NPR                   | The Bird and The Rifle | 34   | 50 Best Albums of 2016                    | [ 19 ] |
| Rolling Stone         | The Bird and The Rifle | 8    | 40 Best Country Albums of 2016            | [ 20 ] |
| Rolling Stone Country | Humble and Kind        | 10   | 25 Best Country Songs of 2016             | [ 21 ] |
| Rolling Stone Country | The Bird and The Rifle | 8    | 40 Best Country Albums of 2016            | [ 22 ] |
| Sounds Like Nashville | The Bird and The Rifle | 10   | 16 Best Country Albums of 2016            | [ 23 ] |
| Stereogum             | The Bird and The Rifle | 2    | The 20 Best Country Albums of 2016        | [ 24 ] |

### Награды и номинации
МакКенна стала первой сольной женщиной со времен Дженнифер Неттлз в 2008 году, получившей награду «Песня года» на церемонии вручения наград Ассоциации кантри-музыки, и лишь пятой сольной женщиной в целом (после Неттлз, Кимберли Перри, Гретхен Питерс и K. T. Oslin). Кроме того, Маккенна — единственная женщина, получившая награду CMA подряд за разные песни (после альбома «Girl Crush», 015), и лишь четвёртый автор песен (после Пола Оверстрита, Дона Шлитца и Винса Гилла). Песня «Humble and Kind» получила награду за лучшую песню в стиле кантри на 59-й ежегодной церемонии вручения премии «Грэмми», альбом был номинирован в категории Лучший американа-альбом (в жанре американа), а «Wreck You» — за лучшее американское корневое американа исполнение и лучшую американскую корневую песню.
| Год  | Награда                         | Категория                                      | Работа                 | Результат |
| ---- | ------------------------------- | ---------------------------------------------- | ---------------------- | --------- |
| 2016 | CMA Awards                      | Song of the Year                               | «Humble and Kind»      | Победа    |
| 2017 | Grammy Awards                   | Best Country Song                              | «Humble and Kind»      | Победа    |
| 2017 | Grammy Awards                   | Best Americana Album                           | The Bird and The Rifle | Номинация |
| 2017 | Grammy Awards                   | Best American Roots Song (with Felix McTeigue) | «Wreck You»            | Номинация |
| 2017 | Grammy Awards                   | Best American Roots Performance                | «Wreck You»            | Номинация |
| 2017 | Americana Music Honors & Awards | Song of the Year                               | «Wreck You»            | Номинация |

## Список композиций
| №                   | Название                     | Автор(ы)                            | Длительность |
| ------------------- | ---------------------------- | ----------------------------------- | ------------ |
| 1.                  | «Wreck You»                  | Lori McKenna, Felix McTeigue        | 3:18         |
| 2.                  | «The Bird and the Rifle»     | McKenna, Caitlyn Smith, Troy Verges | 4:24         |
| 3.                  | «Giving Up on Your Hometown» | McKenna                             | 4:15         |
| 4.                  | «Halfway Home»               | McKenna, Barry Dean                 | 4:19         |
| 5.                  | «Humble and Kind»            | McKenna                             | 4:03         |
| 6.                  | «We Were Cool»               | McKenna                             | 3:22         |
| 7.                  | «Old Men, Young Women»       | McKenna, Dean, Luke Laird           | 3:42         |
| 8.                  | «All These Things»           | McKenna, Liz Rose                   | 3:05         |
| 9.                  | «Always Want You»            | McKenna, Rose, Hillary Lindsey      | 4:06         |
| 10.                 | «If Whiskey Were a Woman»    | McKenna                             | 3:22         |
| Общая длительность: | Общая длительность:          | Общая длительность:                 | 36:56        |

## Чарты
| Чарт (2016)                            | Высшая позиция |
| -------------------------------------- | -------------- |
| США (Billboard Top Country Albums)     | 19             |
| США (Billboard Folk Albums)            | 4              |
| США (Billboard Top Heatseekers Albums) | 6              |
| США (Billboard Independent Albums)     | 15             |
| США (Billboard Top Rock Albums)        | 23             |

## История релиза
Источник: Amazon.com
| Регион | Дата         | Формат                     | Лейбл      |
| ------ | ------------ | -------------------------- | ---------- |
| США    | 29 июля 2016 | CD цифровые загрузки винил | CN Records |